# Bob McIntyre
Bob McIntyre, född i november 1928 i Scotstoun, Skottland, död 15 augusti 1962 i Chester, var en brittisk roadracingförare som tävlade i Roadracing-VM från säsongen 1953 till dess att han förolyckades säsongen 1962. McIntyre kallades ibland "The flying Scotsman" (den flygande skotten).
McIntyre tävlade i klasserna 500cc, 350cc, 250cc och 125cc. Han vann 1 seger i 500cc, 2 i 350cc och 2 i 250cc. Han fick fabrikskontrakt med Gilera till Roadracing-VM 1957 och blev VM-tvåa i 500cc och trea i 350cc. Gilera slutade tävla efter 1957 och McIntyre tävlade som privatförare till 1961 då Honda debuterade i VM och engagerade honom för att köra deras 125- och 250-kubiksracer. Roadracing-VM 1962 började bra för McIntyre och han låg klar VM-tvåa efter stallkamraten Jim Redman efter halva säsongen. Den 6 augusti 1962 tävlade McIntyre i ett race på Oulton Park som inte ingick i VM. Efter att ha vunnit 250-klassen med sin Honda startade han i 500-klassen med en Matchless. I regn vurpade Bob McIntyre illa och avled av sina skador på sjukhus i Chester den 15 augusti. Orsaken till kraschen visade sig vara att växellådan skurit. McIntyre slutade postum tvåa i Roadracing-VM:s 250-kubiksklass.